# Ripenda Kosi
Ripenda Kosi est une localité de Croatie située en Istrie, dans la municipalité de Labin, dans le comitat d'Istrie. En 2001, la localité comptait 12 habitants.

## Démographie
| 1948 | 1953 | 1961 | 1971 | 1981 | 1991 | 2001 |
| ---- | ---- | ---- | ---- | ---- | ---- | ---- |
| 70   | 50   | 38   | 28   | 15   | 11   | 12   |